# Байкин, Александр Фёдорович
Александр Фёдорович Байкин (20.04.1930 — 10.11.1987) — электросварщик завода имени Ленинского Комсомола Министерства судостроительной промышленности СССР, город Комсомольск-на-Амуре Хабаровского края. Герой Социалистического Труда (26.04.1971).

### Биография
Родился в г. Камень-на-Оби Алтайского края. Вскоре семья переехала в п. Керби (им. Осипенко) Хабаровского края. Там окончил 6 классов.
Начал работать рано. В период войны с  работал разнорабочим на Афанасьевском прииске, кочегаром на пароходе (рыббаза п. Хумми). В 1950—1953 гг. служил в Армии.
После увольнения из Вооружённых Сил приехал в город Комсомольск-на-Амуре Хабаровского края, где окончил школу сварщиков при заводе № 199. С 1953 года – электросварщик трубомедницкого цеха завода № 199 Министерства судостроительной промышленности СССР (в 1957-1965 года – Хабаровского совнархоза) позднее получившего наименование «Завод имени Ленинского Комсомола» (ЗЛК, ныне – ПАО «Амурский судостроительный завод»). 
На участок аргонной сварки в трубомедницкий цех Александр Федорович пришел уже зрелым специалистом. Сварка в среде защитных газов тогда только пробивала себе дорогу. Как и во всем новом, здесь было немало непонятного. Этим способом варились наиболее ответственные трубопроводы. На участке трудились асы аргонной сварки — А. Н. Швецов, У. Ф. Черепанов, Д. П. Кривохижа. Байкин стал работать рядом с ними. Сосредоточенность, умение отключаться от всего на время работы, самозабвенная преданность своей профессии очень  быстро выдвинули его в число передовиков.
В 1966 году возглавил бригаду электросварщиков, которая под его руководством достигла высоких показателей в годы восьмой пятилетки (1966-1970). В 1969 году вступил в КПСС. Его не раз избирали парторгом.
Указом Президиума Верховного Совета СССР («закрытым») от 26 апреля 1971 года за выдающиеся заслуги в выполнении заданий пятилетнего плана Байкину Александру Фёдоровичу присвоено звание Героя Социалистического Труда с вручением ордена Ленина и золотой медали «Серп и Молот». 
В этот год, его родное предприятие было награждено орденом Октябрьской Революции.
А. Байкин, выйдя однажды вперед, до выхода на пенсию не сдавал своих позиций. Его выработка на 20 процентов была выше средней по участку. Воспитал много учеников, которые достигли лучших результатов в сварке.
Умер 10 ноября 1987 года. Похоронен в городе Комсомольск-на-Амуре на кладбище «Старт».

## Награды
- Золотая медаль «Серп и Молот» (26.04.1971);
- орден Ленина (07.07.1966)
- Медаль «В ознаменование 100-летия со дня рождения Владимира Ильича Ленина» (1970)
- Медаль «За трудовую доблесть»
- Медалями ВДНХ СССР
- и другими
- Отмечен дипломами и почётными грамотами.